# Strato attivo
In ambienti contenenti permafrost, lo strato attivo è il livello superiore del suolo che disgela durante l'estate e congela di nuovo durante l'autunno. In tutti i climi, che vi sia o meno il permafrost, la temperatura nei livelli inferiori del suolo rimarrà più stabile di quella in superficie, dove l'influenza della temperatura dell'ambiente è maggiore. Ciò significa che, nel corso di molti anni, l'influenza del raffreddamento invernale e del riscaldamento estivo (nei climi temperati) diminuirà con l'aumentare della profondità.
Se la temperatura invernale è al di sotto del punto di congelamento dell'acqua, nel suolo verrà a formarsi un fronte di frost, una linea di congelamento che costituisce il confine tra suolo congelato e scongelato; con l'arrivo della primavera e dell'estate, lo scongelamento del suolo avviene sempre dall'alto in basso. Se il riscaldamento durante l'estate supera il raffreddamento invernale, il suolo sarà completamento scongelato durante l'estate e non ci sarà nessun permafrost. Questo succede quando la temperatura media annuale è al di sopra dello 0 °C (32 °F), ma anche quando essa è leggermente al di sotto di 0 °C in siti esposti al sole con materiali parentali dalla granulometria grossolana.
Quando il calore non è sufficiente per provocare il disgelo completo del suolo congelato, si forma il permafrost. Lo strato attivo in questo caso è costituito dagli strati superiori del suolo che si scongelano durante l'estate, mentre lo strato inattivo si riferisce al suolo sottostante che è congelato per tutto l'anno in quanto il calore non riesce a penetrarvi. L'acqua liquida non può fluire al di sotto dello strato attivo, con il risultato che gli ambienti di permafrost tendono ad essere scarsamente drenati e paludosi.

## Profondità di disgelo
Lo spessore dello strato attivo, noto come profondità di disgelo, è determinato dalla misura alla quale il fronte di congelamento (frost) è costretto a ritirarsi a causa del riscaldamento durante l'estate.
Perciò, il fattore principale che determina lo spessore dello strato attivo è la temperatura massima raggiunta durante l'estate. Se essa è soltanto di poco al di sopra di 0 °C, lo strato attivo potrebbe essere molto sottile (soltanto 10 cm nell'Isola di Ellesmere), mentre se è abbastanza calda, lo strato risulterà molto più spesso (circa 2,5 m a Jakutsk in Siberia); nel caso in cui il permafrost sia discontinuo e il suolo inizi a scongelare più presto, lo strato può essere ancora più spesso (5 metri a Yellowknife, nei Territori del Nord-Ovest del Canada). Anche il materiale parentale del terreno è importante; gli strati attivi di natura sabbiosa o ghiaiosa possono essere fino a cinque volte più profondi di quelli costituiti da materiale parentale limoso o ricco in argilla. Il materiale più grossolano permette infatti una maggiore penetrazione del calore nelle profondità del suolo.
Questo è importante perché le radici delle piante non possono penetrare al di là dello strato attivo e sono limitate dal suo spessore. Perciò, in un ambiente di permafrost continuo le piante devono avere radici poco profonde, limitando così la vegetazione arborea a specie particolari come ad es. il larice. Nelle regioni con permafrost discontinuo invece molte conifere sono in grado di svilupparsi facilmente.

## Pereletok
A causa della variazione delle temperature estive di anno in anno, anche la quantità di riscaldamento dello strato attivo varia per cui la profondità di disgelo non è costante. Il pereletok è uno strato congelato di terreno, alla base di uno strato attivo, che può persistere per uno o diversi anni e si scongelerà soltanto durante un'estate più calda rispetto alla media. Il termine russo pereletok (altrimenti detto intergelisol) significa “ghiaccio vecchio” o “che sopravvive oltre l'estate”.

## Formazione del suolo nello strato attivo
La crioturbazione è la forza dominante che agisce nello strato attivo e che tende a renderlo generalmente uniforme nella composizione complessiva. Tuttavia, la diversa composizione dei suoli dovuta alle differenze nella roccia parentale è molto marcata nelle regioni di permafrost a causa del basso tasso di meteorizzazione che si verifica nei climi molto freddi.
Il lento tasso di decomposizione del materiale organico implica che i gelisol (suoli di permafrost) sono molto importanti, dato che rappresentano dei bacini di contenimento per il biossido di carbonio, il quale insieme ad altri gas serra (principalmente il metano) si forma dalla decomposizione molto lenta della materia organica in eccesso che rimane nella maggior parte dei gelisol e che viene mescolata nello strato di pereletok durante estati relativamente calde e al di sotto di tale strato nei periodi più caldi risalenti a circa 5000-6000 anni fa. Questo immagazzinamento di carbonio significa che lo scongelamento del permafrost potrebbe accelerare il riscaldamento globale. Alcuni suggeriscono che la differenza potrebbe diventare molto significativa soprattutto se il carbonio è stato immagazzinato prima dell'ultimo massimo glaciale.